# Liste der Nummer-eins-Hits in Australien (1973)
Diese Liste enthält alle Nummer-eins-Hits in Australien im Jahr 1973. Grundlage sind die Top 50 der australischen Charts der ARIA. Es gab in diesem Jahr 15 Nummer-eins-Singles und 8 Nummer-eins-Alben.

## Singles
| ← 1972 ← | Liste der Nummer-eins-Hits in Australien | Liste der Nummer-eins-Hits in Australien | Liste der Nummer-eins-Hits in Australien                                                                                    | 1974 →                    |
| \| Zeitraum \| Wo. ges. \| Interpret \| Titel Autor(en) \| Zusätzliche Informationen \| \| (Zeitraum, Wochen auf Platz eins, Interpret, Titel, Autor[en], zusätzliche Informationen) \| \| \| \| \| \| ----------------------------------------------------------------------------------------- \| -------- \| ------------------ \| --------------------------------------------------------------------------------------------------------------------------- \| ------------------------- \| \| 11. Dezember 1972 – 4. Februar 1973 8 Wochen \| 8 \| Michael Jackson \| Ben Musik: Walter Scharf; Text: Don Black \| – \| \| 5. Februar 1973 – 18. Februar 1973 2 Wochen \| 2 \| Lobo \| I’d Love You to Want Me Musik: Roland Kent Lavoie, Jose Angel Ramon Robles Ramalho; Text: Roland Ken Lavoie \| – \| \| 19. Februar 1973 – 8. April 1973 7 Wochen \| 7 \| Carly Simon \| You’re So Vain Carly E. Simon \| – \| \| 9. April 1973 – 22. April 1973 2 Wochen \| 2 \| Roberta Flack \| Killing Me Softly with His Song Musik: Charles Fox; Text: Norman Gimbel \| – \| \| 23. April 1973 – 20. Mai 1973 4 Wochen \| 4 \| Carpenters \| Top of the World John Bettis, Richard Carpenter \| – \| \| 21. Mai 1973 – 8. Juli 1973 7 Wochen \| 7 \| Dawn \| Tie a Yellow Ribbon Round the Ole Oak Tree L. Russell Brown, Irwin Levine \| – \| \| 9. Juli 1973 – 22. Juli 1973 2 Wochen \| 2 \| Jud Strunk \| A Daisy a Day Justin Roderick Strunk Jr. \| – \| \| 23. Juli 1973 – 29. Juli 1973 1 Woche \| 1 \| Maureen McGovern \| The Morning After Al Kasha, Joel Hirschhorn \| – \| \| 30. Juli 1973 – 12. August 1973 2 Wochen \| 2 \| Col Joye \| Heaven Is My Woman’s Love S. K. Dobbins \| – \| \| 13. August 1973 – 16. September 1973 5 Wochen \| 5 \| Helen Reddy \| Delta Dawn Alexander Harvey, Lawrence A. Collins \| – \| \| 17. September 1973 – 30. September 1973 2 Wochen \| 2 \| Shirley Bassey \| Never, Never, Never (Grande, Grande, Grande) Musik: Tony Renis; Originaltext: Alberto Testa; englischer Text: Norman Newell \| – \| \| 1. Oktober 1973 – 11. November 1973 6 Wochen \| 6 \| Suzi Quatro \| Can the Can Michael Donald Chapman, Nicky Chinn \| – \| \| 12. November 1973 – 18. November 1973 1 Woche \| 1 \| Vicki Lawrence \| He Did with Me Harry Lloyd, Gloria Sklerov \| – \| \| 29. November 1973 – 23. Dezember 1973 4 Wochen \| 4 \| The Rolling Stones \| Angie Mick Jagger, Keith Richard \| – \| \| 24. Dezember 1973 – 20. Januar 1974 4 Wochen \| 4 \| Helen Reddy \| Leave Me Alone (Ruby Red Dress) Linda Laurie \| – \| |                                          |                                          | |                           |
| ← 1972 |                                          |                                          | | → 1974 →                  |
| Zeitraum | Wo. ges.                                 | Interpret                                | Titel Autor(en) | Zusätzliche Informationen |
| (Zeitraum, Wochen auf Platz eins, Interpret, Titel, Autor[en], zusätzliche Informationen) |                                          |                                          | |                           |
| 11. Dezember 1972 – 4. Februar 1973 8 Wochen | 8                                        | Michael Jackson                          | Ben Musik: Walter Scharf; Text: Don Black                                                                                   | –                         |
| 5. Februar 1973 – 18. Februar 1973 2 Wochen | 2                                        | Lobo                                     | I’d Love You to Want Me Musik: Roland Kent Lavoie, Jose Angel Ramon Robles Ramalho; Text: Roland Ken Lavoie                 | –                         |
| 19. Februar 1973 – 8. April 1973 7 Wochen | 7                                        | Carly Simon                              | You’re So Vain Carly E. Simon                                                                                               | –                         |
| 9. April 1973 – 22. April 1973 2 Wochen | 2                                        | Roberta Flack                            | Killing Me Softly with His Song Musik: Charles Fox; Text: Norman Gimbel                                                     | –                         |
| 23. April 1973 – 20. Mai 1973 4 Wochen | 4                                        | Carpenters                               | Top of the World John Bettis, Richard Carpenter                                                                             | –                         |
| 21. Mai 1973 – 8. Juli 1973 7 Wochen | 7                                        | Dawn                                     | Tie a Yellow Ribbon Round the Ole Oak Tree L. Russell Brown, Irwin Levine                                                   | –                         |
| 9. Juli 1973 – 22. Juli 1973 2 Wochen | 2                                        | Jud Strunk                               | A Daisy a Day Justin Roderick Strunk Jr.                                                                                    | –                         |
| 23. Juli 1973 – 29. Juli 1973 1 Woche | 1                                        | Maureen McGovern                         | The Morning After Al Kasha, Joel Hirschhorn                                                                                 | –                         |
| 30. Juli 1973 – 12. August 1973 2 Wochen | 2                                        | Col Joye                                 | Heaven Is My Woman’s Love S. K. Dobbins                                                                                     | –                         |
| 13. August 1973 – 16. September 1973 5 Wochen | 5                                        | Helen Reddy                              | Delta Dawn Alexander Harvey, Lawrence A. Collins                                                                            | –                         |
| 17. September 1973 – 30. September 1973 2 Wochen | 2                                        | Shirley Bassey                           | Never, Never, Never (Grande, Grande, Grande) Musik: Tony Renis; Originaltext: Alberto Testa; englischer Text: Norman Newell | –                         |
| 1. Oktober 1973 – 11. November 1973 6 Wochen | 6                                        | Suzi Quatro                              | Can the Can Michael Donald Chapman, Nicky Chinn                                                                             | –                         |
| 12. November 1973 – 18. November 1973 1 Woche | 1                                        | Vicki Lawrence                           | He Did with Me Harry Lloyd, Gloria Sklerov                                                                                  | –                         |
| 29. November 1973 – 23. Dezember 1973 4 Wochen | 4                                        | The Rolling Stones                       | Angie Mick Jagger, Keith Richard                                                                                            | –                         |
| 24. Dezember 1973 – 20. Januar 1974 4 Wochen | 4                                        | Helen Reddy                              | Leave Me Alone (Ruby Red Dress) Linda Laurie                                                                                | –                         |

## Alben
| ← 1972 ← | Liste der Nummer-eins-Hits in Australien | Liste der Nummer-eins-Hits in Australien | Liste der Nummer-eins-Hits in Australien | 1974 →                    |
| \| Zeitraum \| Wo. ges. \| Interpret \| Titel \| Zusätzliche Informationen \| \| (Zeitraum, Wochen auf Platz eins, Interpret, Titel, zusätzliche Informationen) \| \| \| \| \| \| ------------------------------------------------------------------------------ \| -------- \| ---------------------- \| ---------------------------------------- \| ------------------------- \| \| 11. Dezember 1972 – 4. Februar 1973 8 Wochen (insgesamt 12) \| 12 \| Slade \| Slade Alive! \| – \| \| 5. Februar 1973 – 18. März 1973 6 Wochen \| 6 \| Slade \| Slayed? \| – \| \| 19. März 1973 – 29. April 1973 6 Wochen \| 6 \| Carly Simon \| No Secrets \| – \| \| 30. April 1973 – 20. Mai 1973 3 Wochen \| 3 \| Elton John \| Don’t Shoot Me I’m Only the Piano Player \| – \| \| 21. Mai 1973 – 3. Juni 1973 2 Wochen (insgesamt 29) \| 29 \| Neil Diamond \| Hot August Night \| – \| \| 4. Juni 1973 – 24. Juni 1973 3 Wochen (insgesamt 3) \| 3 \| Led Zeppelin \| Houses of the Holy \| – \| \| 25. Juni 1973 – 8. Juli 1973 2 Wochen (insgesamt 29) \| 29 \| Neil Diamond \| Hot August Night \| – \| \| 9. Juli 1973 – 29. Juli 1973 3 Wochen \| 3 \| Paul McCartney & Wings \| Red Rose Speedway \| – \| \| 30. Juli 1973 – 25. November 1973 17 Wochen (insgesamt 29) \| 29 \| Neil Diamond \| Hot August Night \| – \| \| 26. November 1973 – 23. Dezember 1973 4 Wochen \| 4 \| The Rolling Stones \| Goats Head Soup \| – \| \| 24. Dezember 1973 – 27. Januar 1974 5 Wochen (insgesamt 29) \| 29 \| Neil Diamond \| Hot August Night \| – \| |                                          |                                          |                                          |                           |
| ← 1972 |                                          |                                          |                                          | → 1974 →                  |
| Zeitraum | Wo. ges.                                 | Interpret                                | Titel                                    | Zusätzliche Informationen |
| (Zeitraum, Wochen auf Platz eins, Interpret, Titel, zusätzliche Informationen) |                                          |                                          |                                          |                           |
| 11. Dezember 1972 – 4. Februar 1973 8 Wochen (insgesamt 12) | 12                                       | Slade                                    | Slade Alive!                             | –                         |
| 5. Februar 1973 – 18. März 1973 6 Wochen | 6                                        | Slade                                    | Slayed?                                  | –                         |
| 19. März 1973 – 29. April 1973 6 Wochen | 6                                        | Carly Simon                              | No Secrets                               | –                         |
| 30. April 1973 – 20. Mai 1973 3 Wochen | 3                                        | Elton John                               | Don’t Shoot Me I’m Only the Piano Player | –                         |
| 21. Mai 1973 – 3. Juni 1973 2 Wochen (insgesamt 29) | 29                                       | Neil Diamond                             | Hot August Night                         | –                         |
| 4. Juni 1973 – 24. Juni 1973 3 Wochen (insgesamt 3) | 3                                        | Led Zeppelin                             | Houses of the Holy                       | –                         |
| 25. Juni 1973 – 8. Juli 1973 2 Wochen (insgesamt 29) | 29                                       | Neil Diamond                             | Hot August Night                         | –                         |
| 9. Juli 1973 – 29. Juli 1973 3 Wochen | 3                                        | Paul McCartney & Wings                   | Red Rose Speedway                        | –                         |
| 30. Juli 1973 – 25. November 1973 17 Wochen (insgesamt 29) | 29                                       | Neil Diamond                             | Hot August Night                         | –                         |
| 26. November 1973 – 23. Dezember 1973 4 Wochen | 4                                        | The Rolling Stones                       | Goats Head Soup                          | –                         |
| 24. Dezember 1973 – 27. Januar 1974 5 Wochen (insgesamt 29) | 29                                       | Neil Diamond                             | Hot August Night                         | –                         |